# NGC 5615
NGC 5615 هي مجرة في كوكبة العواء وهي أحد أطراف التفاعل المجري الثلاثي المسمى Arp 178 مع المجرات NGC 5614 وNGC 5613. المجرة تشكل عقدة على الطوق الخارجي لمجرة NGC 5614 مع ذيل نحيف متجه بعيداً عن العقدة.

## وصلات خارجية
- http://seds.org
- صورة NGC 5615
- بيانات SIMBAD